# Tbilisi
Tbilisi eller Tiflis (georgisk: თბილისი undertiden ses også den fejlagtige stavemåde Tblisi) er hovedstaden i Georgien. Byen er beliggende ved floden Mtkvari, og har 1.118.035(2014) indbyggere, storbyområdet omkring Tbilisi har 1.485.293 indbyggere.
Byen blev grundlagt i 455 . Den strategiske placering ved skillevejen mellem Europa og Asien har gentagne gange gjort Tbilisi til et stridens æble mellem de forskellige kræfter i Kaukasus.
Historisk har Tbilisi været hjemsted for mennesker af forskellige kulturelle, etniske og religiøse baggrunde, selvom det overvældende flertal er ortodoks kristne. Byens seværdigheder er bl.a. byens historiske arkitektur: "Den Hellige Treenigheds Katedral i Tbilisi" og "Tbilisi Sioni katedral", "Frihedspladsen", "Rustaveliavenue" og "Agmasjenebelisavenuen", det middelalderlige Narikala fort, den pseudo-maurisk Opera, og det georgiske nationalmuseum.
Danmark har et konsulat i byen. Konsulatet er den første danske repræsentation i landet.

## Sport
Tbilisi har to fodboldklubber, der spiller i den bedste række, Dinamo Tbilisi og FC Saburtalo.
- Boris Paichadze Stadion;
- Bendela Stadion;

## Personer fra Tbilisi
- Josef Stalin († 1953), Sovjetunionens leder, født i Gori men flyttede senere til Tbilisi
- Lev Knipper († 1974), komponist
- Zviad Gamsakhurdia, præsident († 1993)
- Tamta Goduadze (1981-), sanger

## Ekstene henvisninger
- Wikimedia Commons har flere filer relateret til Tbilisi